# 劣生学
劣生学 (れっせいがく、英語: dysgenics) は、遺伝に悪い影響を与える要因を研究する学問である。種属退化学 (cacogenics) とも言う。
この学問の名称として用いられている形容詞"dysgenic" (劣生の)は"eugenic" (優生の)の反意語である。これは最初に1915年ころデイビッド・スター・ジョーダンによって、第一次世界大戦の劣生的影響とされるものを記述する際に使用された。ジョーダンは、近代戦においては身体的に健常な男性が死亡する一方で、身体障害者は家に残される傾向があるため、集団レベルの遺伝的特性に悪影響を及ぼすと考えた。
また、リチャード・リンは、著作"Dysgenics：Genetic Degradation in Modern Populations"（1996年）のなかでヒト集団における劣生学的影響に関する懸念を述べた。ただし、ヒト集団において劣生学的影響が生じることを示す根拠は、実際には報告されていない。

## 遺伝性疾患
ポルト大学のルイ・ヌネスは、劣生学は「障害がある状態として一般に受け入れられている」遺伝形質が選択されることを意味するという。すなわち、劣生学は優生学と同様に、ポジティブとネガティブ両方の影響を与えうる、と論文で書いている。
医療と社会的ケアの改善により、遺伝性疾患の発生率が上昇する可能性がある。遺伝カウンセリング、出生前スクリーニングのような施策は、この影響に反対に作用する可能性がある。

## 生殖能力と知性
リチャード・リンは、産業化前の諸社会における自然淘汰は、知性や人格のような特性に有利にはたらいたが、現代諸社会ではもはやそうではない、と主張した。ヒトの知能は劣性学的に低下するという仮説は、ウッドリー（2015年）により、劣性学的淘汰が、生殖能力および知性の低下と関連しているというメタ解析で検証された。このリンの主張は、肯定的・否定的両方の評価を受けた。

## 読書案内
- Devlin, Bernie; Fienberg, Stephen E.; Resnick, Daniel P. et al., eds (1997). Intelligence, Genes, and Success: Scientists Respond to the Bell Curve. New York (NY): Springer. ISBN 978-0-387-94986-4 (13 November 2010)
- Neisser, Ulric, ed (1998). The Rising Curve: Long-Term Gains in IQ and Related Measures. APA Science Volume Series. Washington (DC): American Psychological Association. ISBN 978-1-55798-503-3
- Conley, Dalton; Laidley, Thomas; Belsky, Daniel W.; Fletcher, Jason M.; Boardman, Jason D.; Domingue, Benjamin W. (14 June 2016). “Assortative mating and differential fertility by phenotype and genotype across the 20th century”. Proceedings of the National Academy of Sciences 113 (24):  6647–6652. doi:10.1073/pnas.1523592113. PMC 4914190. PMID 27247411.
- Beauchamp, Jonathan P. (11 July 2016). “Genetic evidence for natural selection in humans in the contemporary United States”. Proceedings of the National Academy of Sciences 113 (28):  7774–7779. doi:10.1073/pnas.1600398113. PMC 4948342. PMID 27402742.
- Barban et al. 2016, "Genome-wide analysis identifies 12 loci influencing human reproductive behavior"